# Parada de Cavalões
La Parada de Cavalões fue una plataforma ferroviaria de la Línea de Porto a Póvoa y Famalicão, que servía a la localidad de Cavalões, en Portugal.

## Historia
El tramo entre Famalicão y Fontaínhas de la Línea de Porto a Póvoa y Famalicão, donde esta plataforma se situaba, abrió a la explotación el 12 de junio de 1881.